# Psiholog
Psiholog je oseba, ki deluje na področju psihologije.

## Naziv psihologa v Sloveniji
V Sloveniji je psiholog oseba, ki je zaključila štiriletni univerzitetni študijski program psihologije, v katerega je bila zadnja generacija vpisana v študijskem letu 2008/09, in je pridobila strokovni naziv v skladu s tem programom (univerzitetni diplomirani psiholog). Z bolonjsko prenovo je za pridobitev naziva psiholog potreben zaključen akreditiran študijski program prve in druge stopnje psihologije (oz. mora posameznik nabrati skupno 300 točk ECTS s področja psihologije in si pridobiti naziv magister(-ica) psihologije).
Evropska zveza združenj psihologov (EFPA) je v zadnjem desetletju razvila standarde usposobljenosti za samostojno opravljanje psihološke dejavnosti. Tudi Slovenski psihologi, ki dosegajo te standarde, lahko zaprosijo za certifikat EuroPsy in se vpišejo v javni evropski register psihologov z EuroPsy. Certifikat služi kot poklicna izkaznica, ki prispeva k priznavanju psihologove usposobljenosti v drugih evropskih državah.Zagotavlja, da je psiholog ustrezno usposobljen ter da lahko kompetentno in samostojno opravlja psihološko dejavnost.

## Kaj dela psiholog
Psiholog se ukvarja s človekovim vedenjem, doživljanjem, osebnostjo, medsebojnimi odnosi in dejavniki, ki na njih vplivajo, ter tako prispeva h kakovosti življenja in razvoju posameznika ter blagostanju celotne družbe.
Psiholog pri svojem delu uporablja znanstveno in strokovno utemeljene postopke, metode, tehnike, sredstva in pripomočke, usmerjene na posameznika, skupino ali okolje. Psihologovo delo temelji na načelih psihološke etike.
Psihologovo delo vključuje:  
- psihološke preglede in psihološko ocenjevanje. Psiholog ugotavlja psihične in psihomotorične značilnosti in potenciale posameznika ter psihosocialne značilnosti skupin in organizacij. Ugotavlja vzroke neprilagojenega, neučinkovitega, nezdravega ali odklonskega vedenja, doživljanja ali delovanja.
- psihološko obravnavo, psihološko svetovanje in/ali psihološko terapijo. Psiholog uporablja postopke, namenjene zaščiti, vzdrževanju in izboljšanju duševnega zdravja, počutja in vedenja posameznikov, njihovih medosebnih odnosov in delovanja skupin. Uporablja postopke, namenjene izboljšanju kakovosti življenja in dela, optimalnemu izkoriščanju osebnih potencialov in izboljšanju skupinske in organizacijske učinkovitosti.
- dejavnosti izobraževanja in usposabljanja. Te vključujejo posredovanje splošnih in specifičnih psiholoških znanj in veščin posameznikom in skupinam. Ti s pridobitvijo osnovnega psihološkega znanja lahko izboljšajo osebno učinkovitost in učinkovitost pri delu z ljudmi.
- neprestano spremljanje in preverjanje učinkovitosti psiholoških in drugih postopkov in obravnav posameznikov, skupin ali organizacij.

Psihologi delujejo na različnih področjih: v izobraževanju (šolah, vrtcih in drugih vzgojno-izobraževalnih ustanovah), zdravstvu, socialnem varstvu, gospodarstvu (npr. v kadrovskih službah, službah za odnose z javnostmi, tržno-raziskovalnih agencijah), v javni upravi (vojski, policiji, sodstvu ...) in drugje.
Klinični psihologi opravljajo specialistično dejavnost, ki se izvaja na področju zdravstva in zajema kliničnopsihološko ocenjevanje, kliničnopsihološko terapijo, preventivo in rehabilitacijo, s ciljem krepitve duševnega zdravja.